# Hans Lang (Komponist, 1908)

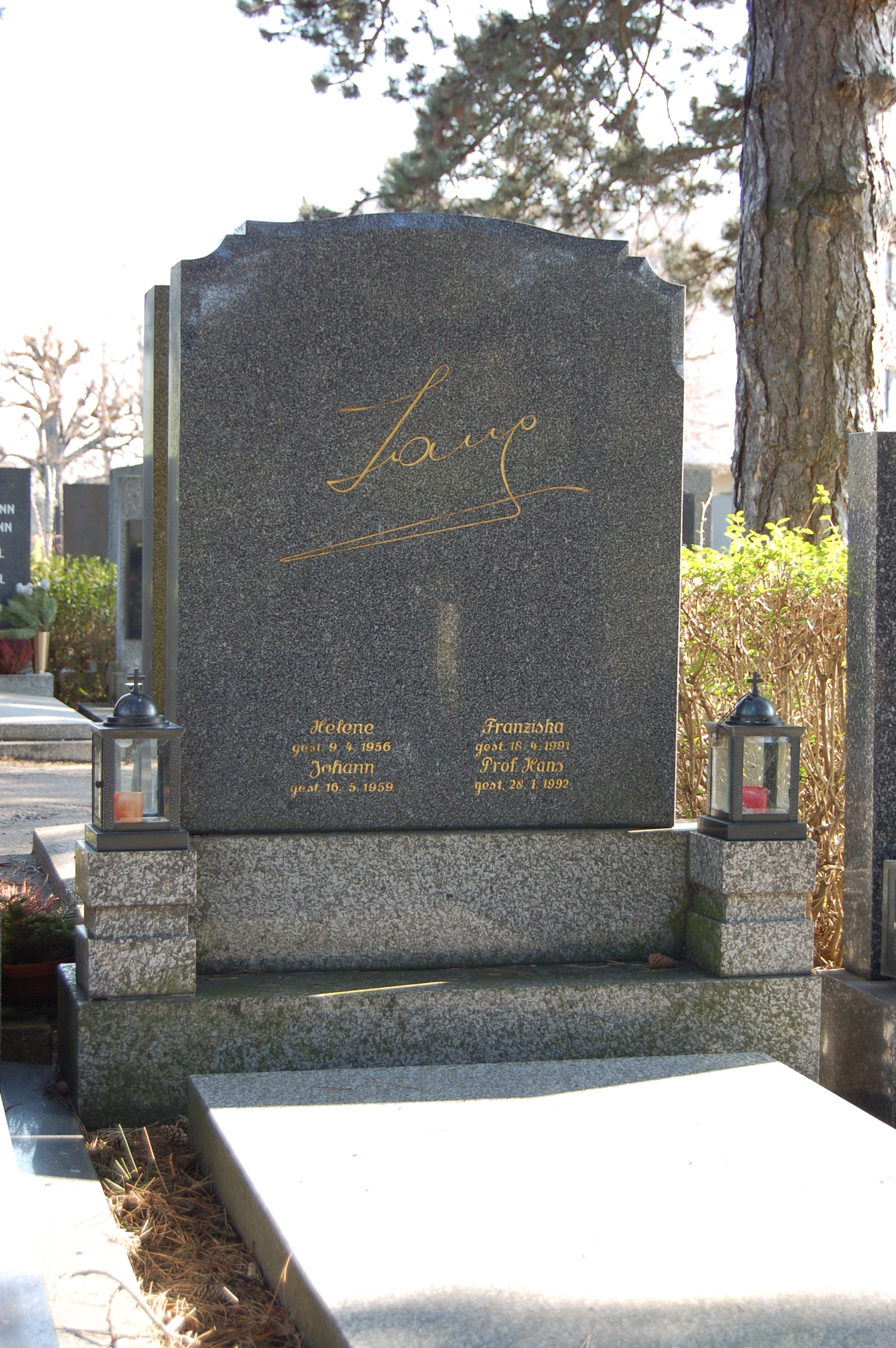
Grabmal von Hans Lang auf dem Neustifter Friedhof

Hans Lang (* 5. Juli 1908 in Wien; † 28. Jänner 1992 ebenda) war ein österreichischer Komponist von Unterhaltungsmusik und Wienerliedern.

## Leben
Hans Lang besuchte die Handelsakademie Wien und studierte Musik bei Carl Lafite am Neuen Wiener Konservatorium. Lang war Aufsichtsrat der Austro-Mechana und Vizepräsident der Genossenschaft dramatischer Autoren und Komponisten. Zu etwa 25 Lustspielen wie Hofrat Geiger, Fiakermilli und Der alte Sünder komponierte er die Bühnenmusik.
Bekannt wurde er vor allem durch seine Filmmusiken für viele Heimatfilme der 1950er Jahre wie Der Hofrat Geiger, Der alte Sünder, Hallo Dienstmann, Ober, zahlen! und Die Fiakermilli. Im Duett mit seiner Partnerin Maria Andergast sang Hans Lang auch einige seiner Lieder selbst. Er schrieb das Drehbuch zum Film Haifische der Nachkriegszeit (1925) sowie die Operette Lisa, benimm dich! (Uraufführung 21. März 1939 Wien). Bei vielen Stücken arbeitete er mit den Textdichtern Erich Meder und Josef Petrak zusammen. Viele ihrer Wienerlieder wurden sehr populär.
Unter dem Pseudonym Lois Wurzinger komponierte Lang außerdem volkstümliche Lieder, wie Abend am Almsee (Text: Hanna Maria Drack) und Der Gamsbock (Text: Karl Edelhofer = Erich Meder).
Am 28. Januar 1992 starb Hans Lang im Alter von 83 Jahren in seiner Geburtsstadt Wien. Er ruht in einem ehrenhalber gewidmeten Grab auf dem Neustifter Friedhof. Im Jahr 1996 wurde in Wien-Donaustadt (22. Bezirk) der Hans-Lang-Weg nach ihm benannt.

## Bühnenwerke
- Die Hofloge (Operette) (Uraufführung 28. März 1936, Wiener Scala)
- Lisa, benimm dich! (Uraufführung 21. März 1939 Wien)

## Lieder
- Wozu ist die Straße da
- Lach ein bissel, wein ein bissel
- Man muss warten können auf das Glück
- Liebe kleine Schaffnerin
- Der alte Herr Kanzleirat
- Wenn der Steffel wieder wird, so wie er war
- Mariandl
- Du bist die Rose vom Wörthersee
- Alles made in Austria
- In Wien, da bleibt die Zeit ein bisserl stehn
- Stell dir vor, es geht das Licht aus
- Wenn ich mit meinem Dackel
- Wann i blau bin-siecht mei Alte "Rot"
- Aus Urfahr war mein Vorfahr (= Im Tröpferlbad = In der Straßenbahn)
- Wir sind Straßenkameraden
- Das Wiener Wetter
- Der alte Sünder
- Meine Rosa ist aus Böhmen
- Der alte Specht
- I riech an Wein
- Der Herr Torero
- Der Wurschtl
- Abend am Almsee
- Bauernrumba
- Bauernsamba
- Jetzt ist es still
- Jede Zeit
- Sommersprossen
- Mäuse im Klavier
- Ein Glaserl Wein
- Liebes Christkindl

## Filmmusik
- 1936: Lumpacivagabundus
- 1938: Spiegel des Lebens
- 1938: Der Hampelmann
- 1939: Hurra! Ich bin Papa!
- 1939: Das jüngste Gericht
- 1947: Der Hofrat Geiger
- 1948: Der Herr Kanzleirat
- 1950: Auf der Alm, da gibt’s koa Sünd
- 1951: Der alte Sünder
- 1951: Zwei in einem Auto
- 1951: Hallo Dienstmann
- 1951: Eva erbt das Paradies
- 1952: Knall und Fall als Hochstapler
- 1952: Du bist die Rose vom Wörthersee
- 1952: Der Obersteiger
- 1952: Der Mann in der Wanne
- 1953: Fiakermilli – Liebling von Wien
- 1953: Straßenserenade
- 1953: Knall und Fall als Detektive
- 1953: Kaiserwalzer
- 1954: Kaisermanöver
- 1955: Die Wirtin zur Goldenen Krone
- 1956: Liebe, Schnee und Sonnenschein
- 1956: Lumpazivagabundus
- 1956: Verlobung am Wolfgangsee
- 1956: Lügen haben hübsche Beine
- 1956: Wenn Poldi ins Manöver zieht (Manöverzwilling)
- 1956: Kaiserball
- 1956: Kaiserjäger
- 1956: Husarenmanöver
- 1956: K. u. K. Feldmarschall
- 1957: Ober, zahlen!
- 1957: Heiratskandidaten
- 1957: Heimweh … dort, wo die Blumen blühn
- 1957: Die Lindenwirtin vom Donaustrand
- 1957: Wien, du Stadt meiner Träume
- 1958: Immer die Radfahrer
- 1958: Hallo Taxi
- 1958: Man ist nur zweimal jung
- 1961: Mariandl
- 1962: Mariandls Heimkehr